# Peter Vougt
Lars Peter Emanuel Vougt, född 12 januari 1974, är en svensk före detta fotbollsspelare.

## Karriär
Vougt började sin karriär i IK Brage. 1990 blev han allsvenskans yngsta målskytt genom tiderna när han som 16-åring gjorde mål mot Halmstads BK, ett rekord som höll i sig fram till augusti 2013, då det slogs av Kalmars FF:s Filip Sachpekidis. 1995 bytte han klubb till just Halmstads BK, och var samma år med och vann svenska cupen. Han vann också allsvenskt guld med klubben 1997 innan han 1999 flyttade till Tyskland och VfB Leipzig. 2000 återvände han till Sverige för spel i BK Häcken. Från 2006 till 2008 spelade han i Falkenbergs FF. 2008 lade han skorna på hyllan.
Efter karriären som fotbollsproffs figurerade Peter Vougt som travexpert i tv under några år.